# Vostok (Territorio del Litorale)
Vostok (in russo Восток?) è un insediamento di tipo urbano dell'Estremo Oriente russo (Territorio del Litorale). Fa parte del distretto Krasnoarmejskij.
L'insediamento si trova nel corso superiore del fiume Dal'njaja. La distanza dal centro amministrativo distrettuale, il villaggio di Novopokrovka, è di 180 km.